# HP-150
L'HP-150 è stato uno dei primi personal computer con touch screen messi in commercio. Lanciato nel novembre 1983 da Hewlett-Packard, si basa su un processore Intel 8088 a 8 MHz (più veloce di quelli a 4,77 MHz messi in commercio in quel periodo da IBM). La memoria fissa poteva essere aumentata con delle schede aggiuntive fino a 640 kB.
Questo è stato inoltre il primo computer dotato di lettore per floppy disk da 3,5".